# Функција реалне променљиве
функција реалне променљиве, како јој и само име каже, је свака функција чији је домен подскуп скупа реалних бројева {\displaystyle \mathbb {R} } или цео скуп {\displaystyle \mathbb {R} }, а кодомен јој је {\displaystyle \mathbb {R} }.
Односно, функција реалне променљиве је функција {\displaystyle f:X\rightarrow Y,} где је {\displaystyle X\subseteq \mathbb {R} } и {\displaystyle Y=\mathbb {R} .}